# 聖羅薩區 (梅爾加省)
聖羅薩區（西班牙語：Distrito de Santa Rosa），是秘魯的一個區，位於該國東南部普諾大區的梅爾加省，面積790.38平方公里，海拔高度3,993米，2005年人口7,454，人口密度每平方公里9.4人。

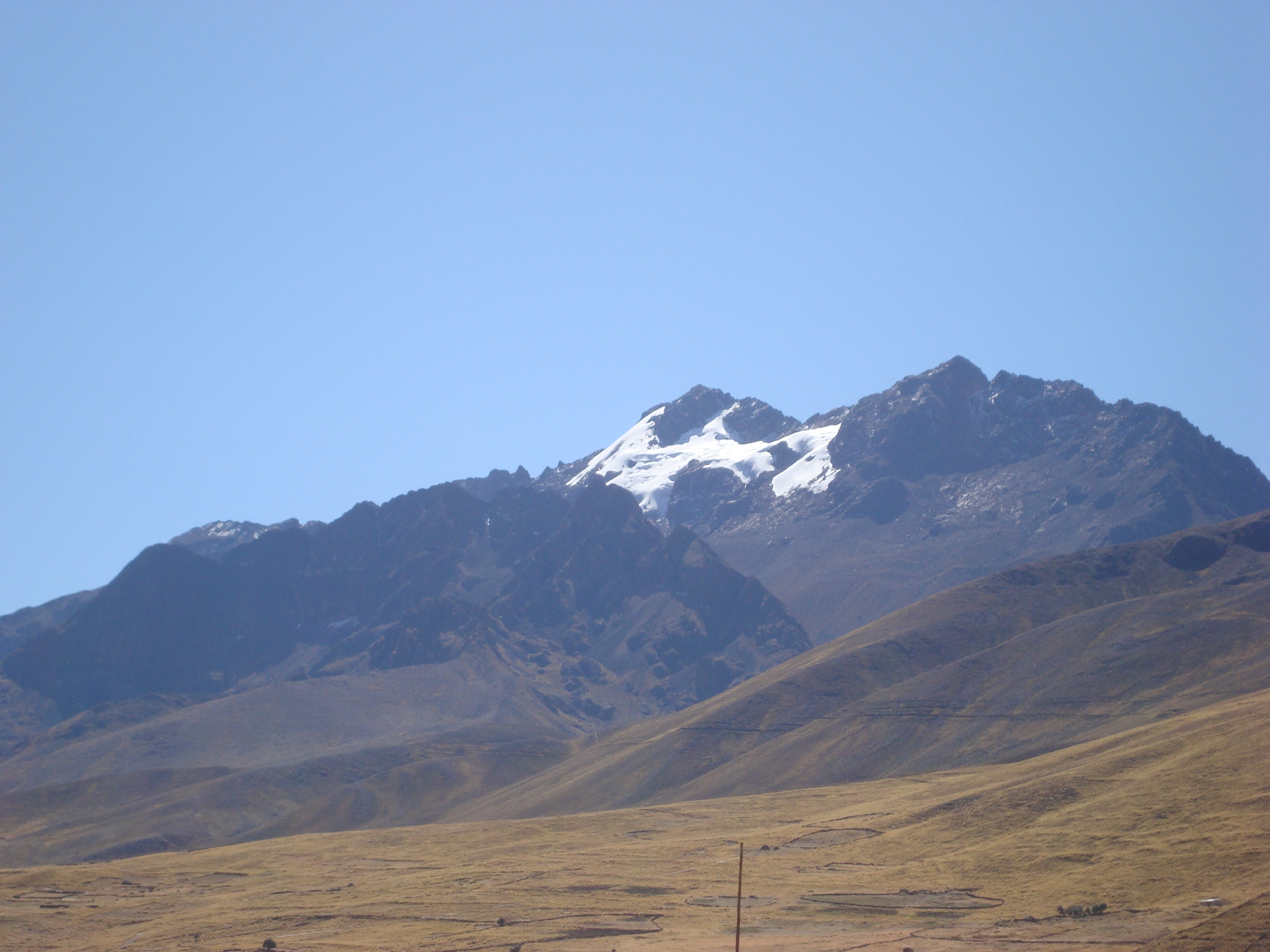